# ديفيد كوب (عالم)
ديفيد كوب (بالإنجليزية: David Cope) هو باحث في مجال الذكاء الاصطناعي وملحن أمريكي، ولد في 17 مايو 1941.

## وصلات خارجية
- ديفيد كوب على موقع IMDb (الإنجليزية)
- ديفيد كوب على موقع ميوزك برينز (الإنجليزية)
- ديفيد كوب على موقع ديسكوغز (الإنجليزية)